# Anorthosit

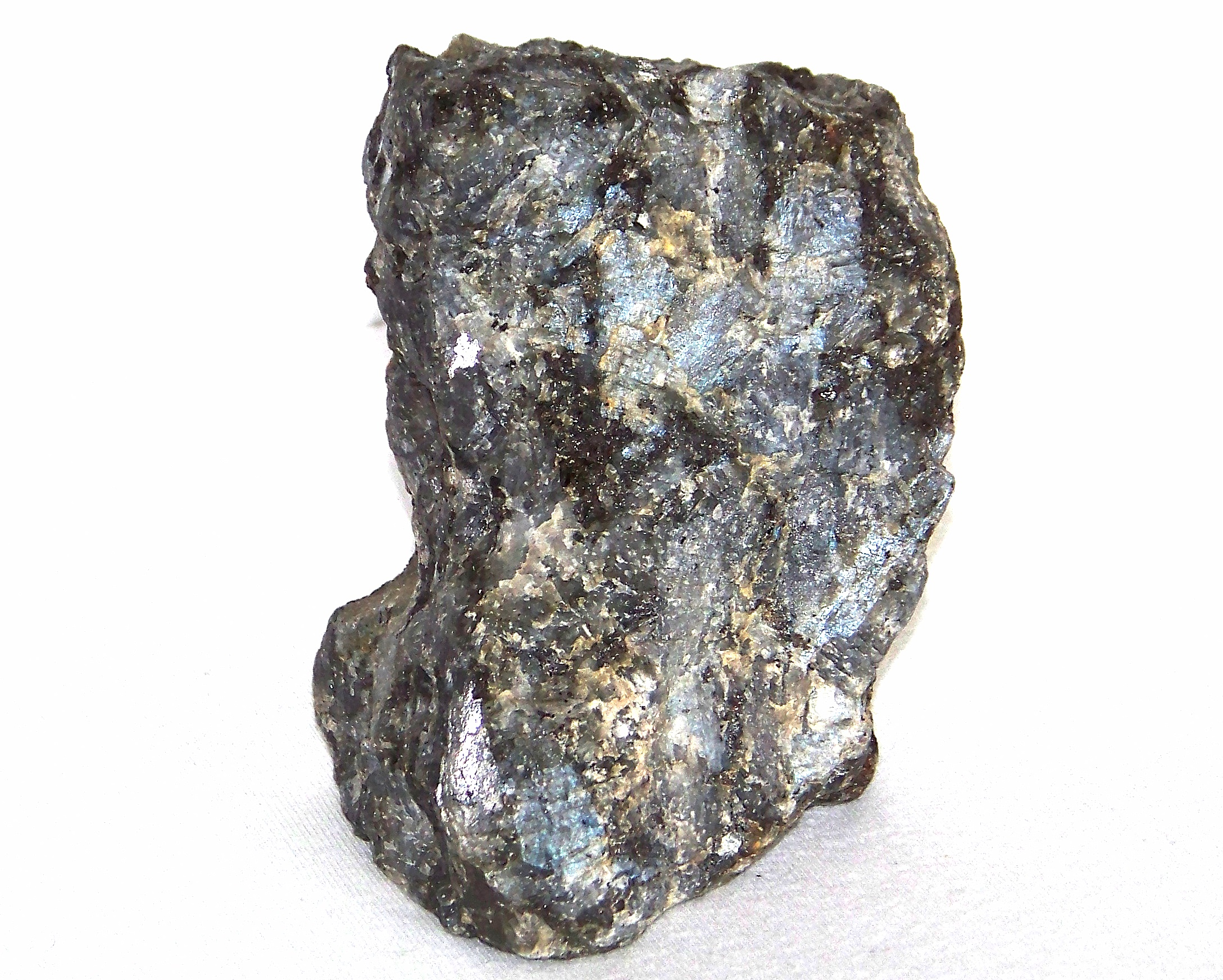
Anorthosit ở Ba Lan

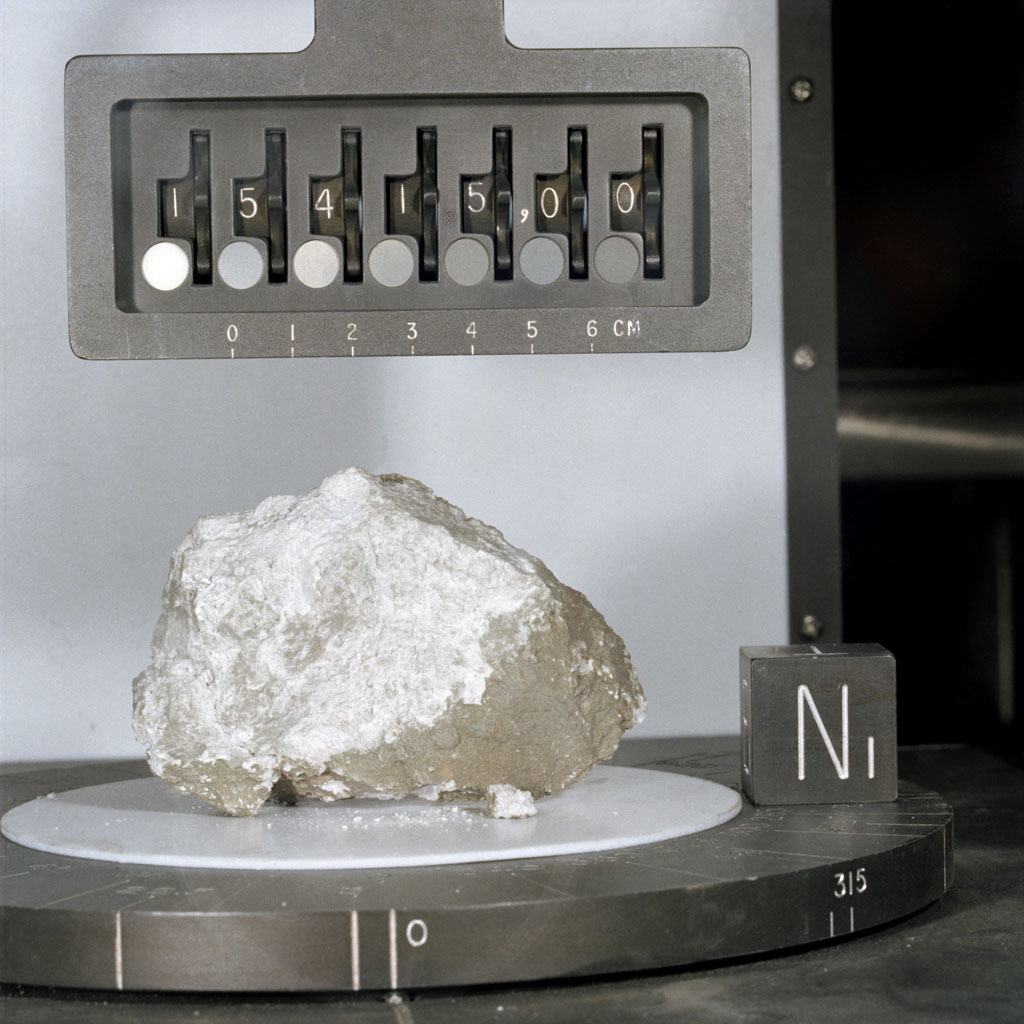
Anorthosit trên Mặt Trăng tại nơi Apollo 15 đáp

Anorthosit /ænˈɔːrθəsaɪt/ là một loại đá magma xâm nhập có kiến trúc hiển tinh với đặc trưng bao gồm chủ yếu là các khoáng vật plagioclase felspat (90–100%), và thành phần mafic tối thiểu (0–10%). Pyroxen, ilmenit, magnetit, và olivin là các khoáng vật màu chủ yếu có mặt trong đá.
Anorthosit trên Trái Đất có thể chia thành hai nhóm: anorthosit Proterozoic (hay kiểu anorthosit khối núi) và anorthosit Archean. Hai loại anorthosit này khác nhau về cơ chế xuất hiện, và hình thành trong những giai đoạn địa chất khác nhau trong lịch sử Trái Đất, và chúng được cho là có nguồn gốc khác nhau.
Anorthosit trên mặt trăng bao gồm những khu vực sáng màu trên bề mặt Mặt Trăng và là đối tương đang được nghiên cứu nhiều.